# Tha Block Is Hot
Tha Block Is Hot é o álbum de estréia do rapper de Nova Orleans Lil Wayne, lançado em 2 de novembro de 1999, pela Cash Money Records e Universal Records. O álbum tem produção de Mannie Fresh e as aparências de Juvenile, BG, Turk, Big Tymers que eram outros representantes da Cash Money. Na época do seu primeiro álbum, Lil Wayne tinha 17 anos de idade, sendo o mais jovem artista da Cash Money ao lado de Turk.
O primeiro single "Tha Block Is Hot" foi classificado na 50º posição no VH1's entre as 100 Maiores Músicas de Rap & Hip-Hop da história. "Respect Us", o segundo single, tinha as características do companheiro de Hot Boys  Juvenile no refrão. O vídeo da música também possui os membros do Big Tymers, Birdman e Mannie Fresh. Mannie Fresh produziu a música. A canção não foi tão bem sucedido como a música "Tha Block Is Hot". O vídeo, como vários vídeos da Cash Money, foi filmado em 9th Ward de Nova Orleans.
Tha Block Is Hot já vendeu mais de 2 milhões de cópias desde seu lançamento em 1999. O álbum foi certificado dupla platina pela RIAA

## Faixas
1. "Intro" (part. Big Tymers)
2. "Tha Block Is Hot" (part. Juvenile & B.G.)
3. "Loud Pipes" (part. Big Tymers, Juvenile & B.G.)
4. "Watcha Wanna Do"
5. "Kisha" (part. Hot Boys)
6. "High Beamin'" (part. B.G.)
7. "Lights Off"
8. "Fuck tha World"
9. "Remember Me" (part. B.G.)
10. "Respect Us" (part. Juvenile)
11. "Drop It Like It's Hot" (part. B.G. & Mannie Fresh)
12. "Young Playa" (part. Big Tymers)
13. "Enemy Turf" (part. Juvenile)
14. "Not Like Me" (part. Paparue, Big Tymers & B.G.)
15. "Come On" (part. B.G.)
16. "Up to Me" (part. Turk)
17. "You Want War" (part. Turk)